# Julija Mizkewitsch

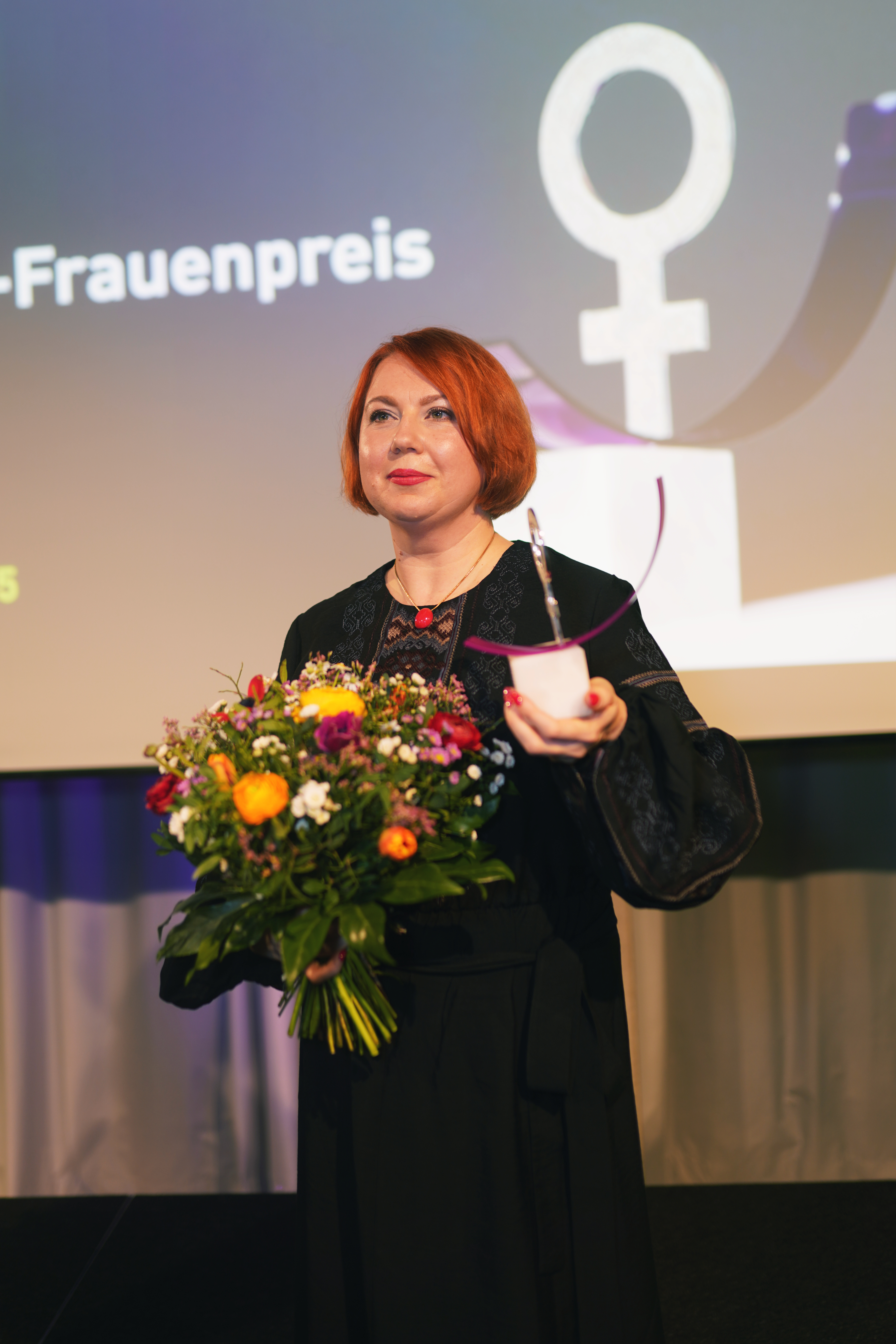
Julija Mizkewitsch bei der Verleihung des Anne-Klein-Frauenpreises 2025

Julija Mizkewitsch (belarussisch Юлія Міцкевіч, englisch Julia Mickiewicz) ist eine belarussische Journalistin und Feministin. Sie ist Trägerin des Anne-Klein-Frauenpreises 2025.

## Beruf und Lebensweg
Julija Mizkewitsch wuchs in Nawapolazk, einer belarussischen Kleinstadt im Norden auf. Sozial gehörte ihre Familie zur Arbeiterklasse und war nicht wohlhabend. Entgegen dem Wunsch ihrer Mutter hat Mizkewitsch an der Fakultät für Journalismus der Belarussischen Staatlichen Universität in Minsk studiert und zusätzlich einen Masterabschluss in Gender Studies an der Europäischen Universität für Geisteswissenschaften in Vilnius (Litauen) erworben.
Seit mehr als 15 Jahren arbeitet Julija Mizkewitsch als Journalistin für unabhängige Medien in Belarus. Ab 2007 arbeitete sie für BelaPAN, die größte nichtstaatliche Nachrichtenagentur in Belarus.
Nach dem Wahlbetrug des belarussischen Präsidenten Aljaksandr Lukaschenka 2020 gründete sie FemGroup, eine zivilgesellschaftliche Plattform, um feministische Perspektiven in den Koordinationsrat einzubringen, der verschiedene Kräfte der demokratischen Opposition in Belarus vereint. Inzwischen entwickelte sich FemGroup zu einer unabhängigen Nichtregierungsorganisation.
Im Oktober 2020 war Julija Mizkewitsch für 15 Tage inhaftiert worden, weil sie FemGroup gegründet hatte und sich an den verschiedenen Protesten sowie insbesondere an Frauenmärschen und Solidaritätsaktionen gegen das Lukaschenka-Regime in Belarus beteiligt hatte. Nach ihrer Freilassung verließ sie das Land und lebt seitdem in Litauen im Exil.
Julija Mizkewitsch ist Mitglied der 2022 eingerichteten Kontaktgruppe des Europarats für Belarus, einer alternativen Vertretung zur belarussischen Staatsvertretung. In der Kontaktgruppe ist sie für die Themen Gender-Mainstreaming und Gleichstellung zuständig.
Außerdem ist Mizkewitsch Geschäftsführerin der Organisation für politische und informelle Bildung ABF Belarus, die soziale Gerechtigkeit, Geschlechtergleichheit, Nichtdiskriminierung und Vielfalt unterstützt. Diese Organisation wird seit Oktober 2024 vom belarussischen Innenministerium als „extremistische Formation“ geführt, was einem Verbot gleichkommt.
Julija Mizkewitsch ist verheiratet. Sie und ihr Mann leben gezwungenermaßen seit fünf Jahren in zwei verschiedenen Ländern.

## Auszeichnungen
- 2009: P’ero-Preis als beste Journalistin[1]
- 2011: Jim-Kemmy-Preis für soziale Gerechtigkeit der irischen Labour Party
- 2025: Anne-Klein-Frauenpreis der Heinrich-Böll-Stiftung gemeinsam mit Darja Afanassjewa und Iryna Alchouka.[4]